# Volta Ciclista a Catalunya 2023
Volta Ciclista a Catalunya 2023 – 102. edycja wyścigu kolarskiego Volta Ciclista a Catalunya, która odbyła się w dniach od 20 do 26 marca 2023 na liczącej ponad 1194 kilometry trasie składającej się z 7 etapów, biegnącej z miejscowości Sant Feliu de Guíxols do Barcelony. Impreza kategorii 2.UWT była częścią UCI World Tour 2023.

## Etapy
| Etap | Data   | Start – Meta                                  | type     | Dystans (km) | Suma wzniesień (m) | Zwycięzca etapu | Lider         |
| ---- | ------ | --------------------------------------------- | -------- | ------------ | ------------------ | --------------- | ------------- |
| 1    | 20 mar | Sant Feliu de Guíxols – Sant Feliu de Guíxols | płaski   | 164,6        | 2090 m             | Primož Roglič   | Primož Roglič |
| 2    | 21 mar | Mataró – Vallter 2000                         | górski   | 165,4        | 3289 m             | Giulio Ciccone  | Primož Roglič |
| 3    | 22 mar | Olost – La Molina                             | górski   | 180,6        | 3995 m             | Remco Evenepoel | Primož Roglič |
| 4    | 23 mar | Llívia – Sabadell                             | płaski   | 188,2        | 2437 m             | Kaden Groves    | Primož Roglič |
| 5    | 24 mar | Tortosa – Terres de l'Ebre                    | górski   | 176,6        | 2623 m             | Primož Roglič   | Primož Roglič |
| 6    | 25 mar | Martorell – Molins de Rei                     | górzysty | 174,1        | 2574 m             | Kaden Groves    | Primož Roglič |
| 7    | 26 mar | Barcelona – Barcelona                         | górzysty | 135,8        | 1914 m             | Remco Evenepoel | Primož Roglič |

## Uczestnicy

### Drużyny
| WorldTeams (18)- AG2R Citroën Team - Astana Qazaqstan Team - Alpecin-Deceuninck - Bahrain Victorious - Bora-Hansgrohe - Cofidis - EF Education-EasyPost - Groupama-FDJ - Ineos Grenadiers - Intermarché-Circus-Wanty - Jumbo-Visma - Movistar Team - Soudal Quick-Step - Arkéa-Samsic - Team DSM - Team Jayco AlUla - Trek-Segafredo - UAE Team Emirates ProTeams (7)- Burgos-BH - Caja Rural-Seguros RGA - Equipo Kern Pharma - Euskaltel-Euskadi - Israel-Premier Tech - Lotto Dstny - Uno-X Pro Cycling Team |
| |

### Lista startowa
| Bora-Hansgrohe BOH | Bora-Hansgrohe BOH      | Bora-Hansgrohe BOH |
| ------------------ | ----------------------- | ------------------ |
| Nr                 | Kolarz                  | Miejsce            |
| 1                  | Jai Hindley (AUS)       | 8.                 |
| 2                  | Patrick Konrad (AUT)    | 72.                |
| 3                  | Cian Uijtdebroeks (BEL) | 9.                 |
| 4                  | Frederik Wandahl (DEN)  | 82.                |
| 5                  | Ide Schelling (NED)     | 95.                |
| 6                  | Matteo Fabbro (ITA)     | 69.                |
| 7                  | Anton Palzer (GER)      | 37.                |

| Jumbo-Visma TJV | Jumbo-Visma TJV         | Jumbo-Visma TJV |
| --------------- | ----------------------- | --------------- |
| Nr              | Kolarz                  | Miejsce         |
| 11              | Primož Roglič (SLO)     | 1.              |
| 12              | Tobias Foss (NOR)       | 66.             |
| 13              | Koen Bouwman (NED)      | 40.             |
| 14              | Sepp Kuss (USA)         | 19.             |
| 15              | Michel Heßmann (GER)    | 117.            |
| 16              | Steven Kruijswijk (NED) | 34.             |
| 17              | Robert Gesink (NED)     | 88.             |

| UAE Team Emirates UAD | UAE Team Emirates UAD      | UAE Team Emirates UAD |
| --------------------- | -------------------------- | --------------------- |
| Nr                    | Kolarz                     | Miejsce               |
| 21                    | João Almeida (POR) (szosa) | 3.                    |
| 22                    | Adam Yates (GBR)           | 28.                   |
| 23                    | George Bennett (NZL)       | 60.                   |
| 24                    | Rafał Majka (POL)          | 36.                   |
| 25                    | Finn Fisher-Black (NZL)    | 56.                   |
| 26                    | Ivo Oliveira (POR)         | 130.                  |
| 27                    | Marc Soler (ESP)           | 4.                    |

| Ineos Grenadiers IGD | Ineos Grenadiers IGD       | Ineos Grenadiers IGD |
| -------------------- | -------------------------- | -------------------- |
| Nr                   | Kolarz                     | Miejsce              |
| 31                   | Egan Bernal (COL)          | DNF-6                |
| 32                   | Geraint Thomas (GBR)       | 45.                  |
| 33                   | Ethan Hayter (GBR)         | 63.                  |
| 34                   | Lucas Plapp (AUS) (szosa)  | DNS-1                |
| 35                   | Ben Tulett (GBR)           | 87.                  |
| 36                   | Jonathan Castroviejo (ESP) | 16.                  |
| 37                   | Salvatore Puccio (ITA)     | 80.                  |

| Intermarché-Circus-Wanty ICW | Intermarché-Circus-Wanty ICW | Intermarché-Circus-Wanty ICW |
| ---------------------------- | ---------------------------- | ---------------------------- |
| Nr                           | Kolarz                       | Miejsce                      |
| 41                           | Louis Meintjes (RSA)         | DNS-4                        |
| 42                           | Rune Herregodts (BEL)        | 126.                         |
| 43                           | Rein Taaramäe (EST)          | 33.                          |
| 44                           | Arne Marit (BEL)             | 121.                         |
| 45                           | Laurens Huys (BEL)           | 55.                          |
| 46                           | Simone Petilli (ITA)         | 31.                          |
| 47                           | Tom Paquot (BEL)             | DNS-7                        |

| Soudal Quick-Step SOQ | Soudal Quick-Step SOQ         | Soudal Quick-Step SOQ |
| --------------------- | ----------------------------- | --------------------- |
| Nr                    | Kolarz                        | Miejsce               |
| 51                    | Remco Evenepoel (BEL) (szosa) | 2.                    |
| 52                    | Jan Hirt (CZE)                | 49.                   |
| 53                    | Ilan Van Wilder (BEL)         | 43.                   |
| 54                    | Louis Vervaeke (BEL)          | DNF-7                 |
| 55                    | Fausto Masnada (ITA)          | 64.                   |
| 56                    | Mattia Cattaneo (ITA)         | 70.                   |
| 57                    | Pieter Serry (BEL)            | DNF-7                 |

| Groupama-FDJ GFC | Groupama-FDJ GFC         | Groupama-FDJ GFC |
| ---------------- | ------------------------ | ---------------- |
| Nr               | Kolarz                   | Miejsce          |
| 61               | Michael Storer (AUS)     | DNS-4            |
| 62               | Bruno Armirail (FRA)     | 48.              |
| 63               | Reuben Thompson (NZL)    | 81.              |
| 64               | Lenny Martinez (FRA)     | 12.              |
| 65               | Lorenzo Germani (ITA)    | 111.             |
| 66               | Matthieu Ladagnous (FRA) | 109.             |
| 67               | Clément Davy (FRA)       | DNF-3            |

| Bahrain Victorious TBV | Bahrain Victorious TBV    | Bahrain Victorious TBV |
| ---------------------- | ------------------------- | ---------------------- |
| Nr                     | Kolarz                    | Miejsce                |
| 71                     | Mikel Landa (ESP)         | 5.                     |
| 72                     | Gino Mäder (SUI)          | 46.                    |
| 73                     | Jack Haig (AUS)           | DNF-7                  |
| 74                     | Hermann Pernsteiner (AUT) | 42.                    |
| 75                     | Wout Poels (NED)          | 29.                    |
| 76                     | Rainer Kepplinger (AUT)   | DNF-7                  |
| 77                     | Yukiya Arashiro (JPN)     | DNF-7                  |

| Alpecin-Deceuninck ADC | Alpecin-Deceuninck ADC  | Alpecin-Deceuninck ADC |
| ---------------------- | ----------------------- | ---------------------- |
| Nr                     | Kolarz                  | Miejsce                |
| 81                     | Stefano Oldani (ITA)    | 77.                    |
| 82                     | Nicola Conci (ITA)      | 58.                    |
| 83                     | Kaden Groves (AUS)      | 110.                   |
| 84                     | Xandro Meurisse (BEL)   | 83.                    |
| 85                     | Oscar Riesebeek (NED)   | DNS-5                  |
| 86                     | Kristian Sbaragli (ITA) | DNS-2                  |
| 87                     | Jimmy Janssens (BEL)    | DNF-6                  |

| Cofidis COF | Cofidis COF              | Cofidis COF |
| ----------- | ------------------------ | ----------- |
| Nr          | Kolarz                   | Miejsce     |
| 91          | Jesús Herrada (ESP)      | 17.         |
| 92          | Guillaume Martin (FRA)   | 27.         |
| 93          | Bryan Coquard (FRA)      | 98.         |
| 94          | Alexandre Delettre (FRA) | 123.        |
| 95          | José Herrada (ESP)       | DNF-7       |
| 96          | Hugo Toumire (FRA)       | 50.         |
| 97          | Thomas Champion (FRA)    | 125.        |

| Movistar Team MOV | Movistar Team MOV        | Movistar Team MOV |
| ----------------- | ------------------------ | ----------------- |
| Nr                | Kolarz                   | Miejsce           |
| 101               | Carlos Verona (ESP)      | 21.               |
| 102               | Iván Sosa (COL)          | 20.               |
| 103               | Einer Rubio (COL)        | 13.               |
| 104               | José Joaquín Rojas (ESP) | DNS-4             |
| 105               | William Barta (USA)      | 41.               |
| 106               | Sergio Samitier (ESP)    | 99.               |
| 107               | Antonio Pedrero (ESP)    | DNF-7             |

| Trek-Segafredo TFS | Trek-Segafredo TFS     | Trek-Segafredo TFS |
| ------------------ | ---------------------- | ------------------ |
| Nr                 | Kolarz                 | Miejsce            |
| 111                | Giulio Ciccone (ITA)   | 7.                 |
| 112                | Juan Pedro López (ESP) | 23.                |
| 113                | Quinn Simmons (USA)    | DNS-5              |
| 114                | Jon Aberasturi (ESP)   | DNF-7              |
| 115                | Kenny Elissonde (FRA)  | DNF-2              |
| 116                | Dario Cataldo (ITA)    | DNF-1              |
| 117                | Marc Brustenga (ESP)   | DNF-6              |

| Arkéa-Samsic ARK | Arkéa-Samsic ARK        | Arkéa-Samsic ARK |
| ---------------- | ----------------------- | ---------------- |
| Nr               | Kolarz                  | Miejsce          |
| 121              | Hugo Hofstetter (FRA)   | DNF-2            |
| 122              | Anthony Delaplace (FRA) | DNS-2            |
| 123              | Élie Gesbert (FRA)      | 22.              |
| 124              | Louis Barré (FRA)       | 4.               |
| 125              | Maxime Bouet (FRA)      | DNF-1            |
| 126              | Łukasz Owsian (POL)     | DNS-6            |
| 127              | Ewen Costiou (FRA)      | 93.              |

| AG2R Citroën Team ACT | AG2R Citroën Team ACT   | AG2R Citroën Team ACT |
| --------------------- | ----------------------- | --------------------- |
| Nr                    | Kolarz                  | Miejsce               |
| 131                   | Clément Venturini (FRA) | 90.                   |
| 132                   | Mikaël Cherel (FRA)     | 35.                   |
| 133                   | Geoffrey Bouchard (FRA) | 30.                   |
| 134                   | Dorian Godon (FRA)      | 61.                   |
| 135                   | Nans Peters (FRA)       | 75.                   |
| 136                   | Clément Berthet (FRA)   | 26.                   |
| 137                   | Ben O’Connor (AUS)      | 14.                   |

| Team Jayco AlUla JAY | Team Jayco AlUla JAY          | Team Jayco AlUla JAY |
| -------------------- | ----------------------------- | -------------------- |
| Nr                   | Kolarz                        | Miejsce              |
| 141                  | Filippo Zana (ITA) (szosa)    | 47.                  |
| 142                  | Kevin Colleoni (ITA)          | 89.                  |
| 143                  | Alexandre Balmer (SUI)        | DNS-3                |
| 144                  | Alessandro De Marchi (ITA)    | 118.                 |
| 145                  | Callum Scotson (AUS)          | DNF-7                |
| 146                  | Tsgabu Grmay (ETH)            | 84.                  |
| 147                  | Christopher Juul-Jensen (DEN) | 128.                 |

| EF Education-EasyPost EFE | EF Education-EasyPost EFE        | EF Education-EasyPost EFE |
| ------------------------- | -------------------------------- | ------------------------- |
| Nr                        | Kolarz                           | Miejsce                   |
| 151                       | Richard Carapaz (ECU) (szosa)    | 51.                       |
| 152                       | Esteban Chaves (COL) (szosa)     | 11.                       |
| 153                       | Rigoberto Urán (COL)             | 10.                       |
| 154                       | Jefferson Alexander Cepeda (ECU) | 25.                       |
| 155                       | Jonathan Caicedo (ECU)           | DNF-7                     |
| 156                       | Simon Carr (GBR)                 | 78.                       |
| 157                       | Andrey Amador (CRC)              | 103.                      |

| Team DSM DSM | Team DSM DSM          | Team DSM DSM |
| ------------ | --------------------- | ------------ |
| Nr           | Kolarz                | Miejsce      |
| 161          | Romain Bardet (FRA)   | DNF-7        |
| 162          | Oscar Onley (GBR)     | 39.          |
| 163          | Chris Hamilton (AUS)  | DNS-2        |
| 164          | Marco Brenner (GER)   | DNF-6        |
| 165          | Lorenzo Milesi (ITA)  | 124.         |
| 166          | Martijn Tusveld (NED) | 85.          |
| 167          | Romain Combaud (FRA)  | 107.         |

| Astana Qazaqstan Team AST | Astana Qazaqstan Team AST | Astana Qazaqstan Team AST |
| ------------------------- | ------------------------- | ------------------------- |
| Nr                        | Kolarz                    | Miejsce                   |
| 171                       | David de la Cruz (ESP)    | 68.                       |
| 172                       | Simone Velasco (ITA)      | 67.                       |
| 173                       | Wadim Pronski (KAZ)       | 127.                      |
| 174                       | Harold Tejada (COL)       | DNS-7                     |
| 175                       | Fabio Felline (ITA)       | 119.                      |
| 176                       | Gianni Moscon (ITA)       | DNF-7                     |
| 177                       | Joe Dombrowski (USA)      | 96.                       |

| Lotto Dstny LTD | Lotto Dstny LTD           | Lotto Dstny LTD |
| --------------- | ------------------------- | --------------- |
| Nr              | Kolarz                    | Miejsce         |
| 181             | Milan Menten (BEL)        | 129.            |
| 182             | Andreas Kron (DEN)        | 71.             |
| 183             | Maxim Van Gils (BEL)      | 54.             |
| 184             | Lennert Van Eetvelt (BEL) | 15.             |
| 185             | Sylvain Moniquet (BEL)    | 76.             |
| 186             | Eduardo Sepúlveda (ARG)   | DNS-2           |
| 187             | Rüdiger Selig (GER)       | DNF-6           |

| Israel-Premier Tech IPT | Israel-Premier Tech IPT  | Israel-Premier Tech IPT |
| ----------------------- | ------------------------ | ----------------------- |
| Nr                      | Kolarz                   | Miejsce                 |
| 191                     | Dylan Teuns (BEL)        | 32.                     |
| 192                     | Corbin Strong (NZL)      | 94.                     |
| 193                     | Michael Woods (CAN)      | 6.                      |
| 194                     | Guillaume Boivin (CAN)   | DNF-7                   |
| 195                     | Daryl Impey (RSA)        | 120.                    |
| 196                     | Stephen Williams (GBR)   | 100.                    |
| 197                     | Matthew Riccitello (USA) | 53.                     |

| Uno-X Pro Cycling Team UXT | Uno-X Pro Cycling Team UXT       | Uno-X Pro Cycling Team UXT |
| -------------------------- | -------------------------------- | -------------------------- |
| Nr                         | Kolarz                           | Miejsce                    |
| 201                        | Tobias Halland Johannessen (NOR) | 86.                        |
| 202                        | Torstein Træen (NOR)             | 57.                        |
| 203                        | Jonas Gregaard (DEN)             | 59.                        |
| 204                        | Niklas Eg (DEN)                  | 91.                        |
| 205                        | Anders Halland Johannessen (NOR) | DNS-5                      |
| 206                        | Jacob Hindsgaul Madsen (DEN)     | 112.                       |
| 207                        | Magnus Kulset (NOR)              | 79.                        |

| Caja Rural-Seguros RGA CJR | Caja Rural-Seguros RGA CJR     | Caja Rural-Seguros RGA CJR |
| -------------------------- | ------------------------------ | -------------------------- |
| Nr                         | Kolarz                         | Miejsce                    |
| 211                        | Jefferson Alveiro Cepeda (ECU) | DNF-7                      |
| 212                        | Joel Nicolau (ESP)             | 115.                       |
| 213                        | Abel Balderstone (ESP)         | 73.                        |
| 214                        | David González López (ESP)     | DNF-7                      |
| 215                        | Julen Amezqueta (ESP)          | 105.                       |
| 216                        | Mulu Hailemichael (ETH)        | DNF-6                      |
| 217                        | Eduard Prades (ESP)            | DNF-7                      |

| Equipo Kern Pharma EKP | Equipo Kern Pharma EKP   | Equipo Kern Pharma EKP |
| ---------------------- | ------------------------ | ---------------------- |
| Nr                     | Kolarz                   | Miejsce                |
| 221                    | Roger Adrià (ESP)        | 44.                    |
| 222                    | Raúl García Pierna (ESP) | 65.                    |
| 223                    | Francisco Galván (ESP)   | 114.                   |
| 224                    | José Félix Parra (ESP)   | 102.                   |
| 225                    | Pablo Castrillo (ESP)    | 116.                   |
| 226                    | Héctor Carretero (ESP)   | DNF-7                  |
| 227                    | Pau Miquel (ESP)         | 108.                   |

| Burgos-BH BBH | Burgos-BH BBH              | Burgos-BH BBH |
| ------------- | -------------------------- | ------------- |
| Nr            | Kolarz                     | Miejsce       |
| 231           | Pelayo Sánchez (ESP)       | DNF-2         |
| 232           | Victor Langellotti (MON)   | 74.           |
| 233           | Daniel Navarro (ESP)       | 62.           |
| 234           | José Manuel Díaz (ESP)     | 18.           |
| 235           | Eric Fagundez (URU)        | 97.           |
| 236           | Jetse Bol (NED)            | 106.          |
| 237           | Andrés Camilo Ardila (COL) | DNF-7         |

| Euskaltel-Euskadi EUS | Euskaltel-Euskadi EUS | Euskaltel-Euskadi EUS |
| --------------------- | --------------------- | --------------------- |
| Nr                    | Kolarz                | Miejsce               |
| 241                   | Mikel Bizkarra (ESP)  | 24.                   |
| 242                   | Xabier Azparren (ESP) | 122.                  |
| 243                   | Txomin Juaristi (ESP) | 113.                  |
| 244                   | Unai Cuadrado (ESP)   | 101.                  |
| 245                   | Luis Ángel Maté (ESP) | 38.                   |
| 246                   | Ibai Azurmendi (ESP)  | 52.                   |
| 247                   | Mikel Iturria (ESP)   | 92.                   |

| Bora-Hansgrohe BOH | Bora-Hansgrohe BOH      | Bora-Hansgrohe BOH |
| ------------------ | ----------------------- | ------------------ |
| Nr                 | Kolarz                  | Miejsce            |
| 1                  | Jai Hindley (AUS)       | 8.                 |
| 2                  | Patrick Konrad (AUT)    | 72.                |
| 3                  | Cian Uijtdebroeks (BEL) | 9.                 |
| 4                  | Frederik Wandahl (DEN)  | 82.                |
| 5                  | Ide Schelling (NED)     | 95.                |
| 6                  | Matteo Fabbro (ITA)     | 69.                |
| 7                  | Anton Palzer (GER)      | 37.                |

| Jumbo-Visma TJV | Jumbo-Visma TJV         | Jumbo-Visma TJV |
| --------------- | ----------------------- | --------------- |
| Nr              | Kolarz                  | Miejsce         |
| 11              | Primož Roglič (SLO)     | 1.              |
| 12              | Tobias Foss (NOR)       | 66.             |
| 13              | Koen Bouwman (NED)      | 40.             |
| 14              | Sepp Kuss (USA)         | 19.             |
| 15              | Michel Heßmann (GER)    | 117.            |
| 16              | Steven Kruijswijk (NED) | 34.             |
| 17              | Robert Gesink (NED)     | 88.             |

| UAE Team Emirates UAD | UAE Team Emirates UAD      | UAE Team Emirates UAD |
| --------------------- | -------------------------- | --------------------- |
| Nr                    | Kolarz                     | Miejsce               |
| 21                    | João Almeida (POR) (szosa) | 3.                    |
| 22                    | Adam Yates (GBR)           | 28.                   |
| 23                    | George Bennett (NZL)       | 60.                   |
| 24                    | Rafał Majka (POL)          | 36.                   |
| 25                    | Finn Fisher-Black (NZL)    | 56.                   |
| 26                    | Ivo Oliveira (POR)         | 130.                  |
| 27                    | Marc Soler (ESP)           | 4.                    |

| Ineos Grenadiers IGD | Ineos Grenadiers IGD       | Ineos Grenadiers IGD |
| -------------------- | -------------------------- | -------------------- |
| Nr                   | Kolarz                     | Miejsce              |
| 31                   | Egan Bernal (COL)          | DNF-6                |
| 32                   | Geraint Thomas (GBR)       | 45.                  |
| 33                   | Ethan Hayter (GBR)         | 63.                  |
| 34                   | Lucas Plapp (AUS) (szosa)  | DNS-1                |
| 35                   | Ben Tulett (GBR)           | 87.                  |
| 36                   | Jonathan Castroviejo (ESP) | 16.                  |
| 37                   | Salvatore Puccio (ITA)     | 80.                  |

| Intermarché-Circus-Wanty ICW | Intermarché-Circus-Wanty ICW | Intermarché-Circus-Wanty ICW |
| ---------------------------- | ---------------------------- | ---------------------------- |
| Nr                           | Kolarz                       | Miejsce                      |
| 41                           | Louis Meintjes (RSA)         | DNS-4                        |
| 42                           | Rune Herregodts (BEL)        | 126.                         |
| 43                           | Rein Taaramäe (EST)          | 33.                          |
| 44                           | Arne Marit (BEL)             | 121.                         |
| 45                           | Laurens Huys (BEL)           | 55.                          |
| 46                           | Simone Petilli (ITA)         | 31.                          |
| 47                           | Tom Paquot (BEL)             | DNS-7                        |

| Soudal Quick-Step SOQ | Soudal Quick-Step SOQ         | Soudal Quick-Step SOQ |
| --------------------- | ----------------------------- | --------------------- |
| Nr                    | Kolarz                        | Miejsce               |
| 51                    | Remco Evenepoel (BEL) (szosa) | 2.                    |
| 52                    | Jan Hirt (CZE)                | 49.                   |
| 53                    | Ilan Van Wilder (BEL)         | 43.                   |
| 54                    | Louis Vervaeke (BEL)          | DNF-7                 |
| 55                    | Fausto Masnada (ITA)          | 64.                   |
| 56                    | Mattia Cattaneo (ITA)         | 70.                   |
| 57                    | Pieter Serry (BEL)            | DNF-7                 |

| Groupama-FDJ GFC | Groupama-FDJ GFC         | Groupama-FDJ GFC |
| ---------------- | ------------------------ | ---------------- |
| Nr               | Kolarz                   | Miejsce          |
| 61               | Michael Storer (AUS)     | DNS-4            |
| 62               | Bruno Armirail (FRA)     | 48.              |
| 63               | Reuben Thompson (NZL)    | 81.              |
| 64               | Lenny Martinez (FRA)     | 12.              |
| 65               | Lorenzo Germani (ITA)    | 111.             |
| 66               | Matthieu Ladagnous (FRA) | 109.             |
| 67               | Clément Davy (FRA)       | DNF-3            |

| Bahrain Victorious TBV | Bahrain Victorious TBV    | Bahrain Victorious TBV |
| ---------------------- | ------------------------- | ---------------------- |
| Nr                     | Kolarz                    | Miejsce                |
| 71                     | Mikel Landa (ESP)         | 5.                     |
| 72                     | Gino Mäder (SUI)          | 46.                    |
| 73                     | Jack Haig (AUS)           | DNF-7                  |
| 74                     | Hermann Pernsteiner (AUT) | 42.                    |
| 75                     | Wout Poels (NED)          | 29.                    |
| 76                     | Rainer Kepplinger (AUT)   | DNF-7                  |
| 77                     | Yukiya Arashiro (JPN)     | DNF-7                  |

| Alpecin-Deceuninck ADC | Alpecin-Deceuninck ADC  | Alpecin-Deceuninck ADC |
| ---------------------- | ----------------------- | ---------------------- |
| Nr                     | Kolarz                  | Miejsce                |
| 81                     | Stefano Oldani (ITA)    | 77.                    |
| 82                     | Nicola Conci (ITA)      | 58.                    |
| 83                     | Kaden Groves (AUS)      | 110.                   |
| 84                     | Xandro Meurisse (BEL)   | 83.                    |
| 85                     | Oscar Riesebeek (NED)   | DNS-5                  |
| 86                     | Kristian Sbaragli (ITA) | DNS-2                  |
| 87                     | Jimmy Janssens (BEL)    | DNF-6                  |

| Cofidis COF | Cofidis COF              | Cofidis COF |
| ----------- | ------------------------ | ----------- |
| Nr          | Kolarz                   | Miejsce     |
| 91          | Jesús Herrada (ESP)      | 17.         |
| 92          | Guillaume Martin (FRA)   | 27.         |
| 93          | Bryan Coquard (FRA)      | 98.         |
| 94          | Alexandre Delettre (FRA) | 123.        |
| 95          | José Herrada (ESP)       | DNF-7       |
| 96          | Hugo Toumire (FRA)       | 50.         |
| 97          | Thomas Champion (FRA)    | 125.        |

| Movistar Team MOV | Movistar Team MOV        | Movistar Team MOV |
| ----------------- | ------------------------ | ----------------- |
| Nr                | Kolarz                   | Miejsce           |
| 101               | Carlos Verona (ESP)      | 21.               |
| 102               | Iván Sosa (COL)          | 20.               |
| 103               | Einer Rubio (COL)        | 13.               |
| 104               | José Joaquín Rojas (ESP) | DNS-4             |
| 105               | William Barta (USA)      | 41.               |
| 106               | Sergio Samitier (ESP)    | 99.               |
| 107               | Antonio Pedrero (ESP)    | DNF-7             |

| Trek-Segafredo TFS | Trek-Segafredo TFS     | Trek-Segafredo TFS |
| ------------------ | ---------------------- | ------------------ |
| Nr                 | Kolarz                 | Miejsce            |
| 111                | Giulio Ciccone (ITA)   | 7.                 |
| 112                | Juan Pedro López (ESP) | 23.                |
| 113                | Quinn Simmons (USA)    | DNS-5              |
| 114                | Jon Aberasturi (ESP)   | DNF-7              |
| 115                | Kenny Elissonde (FRA)  | DNF-2              |
| 116                | Dario Cataldo (ITA)    | DNF-1              |
| 117                | Marc Brustenga (ESP)   | DNF-6              |

| Arkéa-Samsic ARK | Arkéa-Samsic ARK        | Arkéa-Samsic ARK |
| ---------------- | ----------------------- | ---------------- |
| Nr               | Kolarz                  | Miejsce          |
| 121              | Hugo Hofstetter (FRA)   | DNF-2            |
| 122              | Anthony Delaplace (FRA) | DNS-2            |
| 123              | Élie Gesbert (FRA)      | 22.              |
| 124              | Louis Barré (FRA)       | 4.               |
| 125              | Maxime Bouet (FRA)      | DNF-1            |
| 126              | Łukasz Owsian (POL)     | DNS-6            |
| 127              | Ewen Costiou (FRA)      | 93.              |

| AG2R Citroën Team ACT | AG2R Citroën Team ACT   | AG2R Citroën Team ACT |
| --------------------- | ----------------------- | --------------------- |
| Nr                    | Kolarz                  | Miejsce               |
| 131                   | Clément Venturini (FRA) | 90.                   |
| 132                   | Mikaël Cherel (FRA)     | 35.                   |
| 133                   | Geoffrey Bouchard (FRA) | 30.                   |
| 134                   | Dorian Godon (FRA)      | 61.                   |
| 135                   | Nans Peters (FRA)       | 75.                   |
| 136                   | Clément Berthet (FRA)   | 26.                   |
| 137                   | Ben O’Connor (AUS)      | 14.                   |

| Team Jayco AlUla JAY | Team Jayco AlUla JAY          | Team Jayco AlUla JAY |
| -------------------- | ----------------------------- | -------------------- |
| Nr                   | Kolarz                        | Miejsce              |
| 141                  | Filippo Zana (ITA) (szosa)    | 47.                  |
| 142                  | Kevin Colleoni (ITA)          | 89.                  |
| 143                  | Alexandre Balmer (SUI)        | DNS-3                |
| 144                  | Alessandro De Marchi (ITA)    | 118.                 |
| 145                  | Callum Scotson (AUS)          | DNF-7                |
| 146                  | Tsgabu Grmay (ETH)            | 84.                  |
| 147                  | Christopher Juul-Jensen (DEN) | 128.                 |

| EF Education-EasyPost EFE | EF Education-EasyPost EFE        | EF Education-EasyPost EFE |
| ------------------------- | -------------------------------- | ------------------------- |
| Nr                        | Kolarz                           | Miejsce                   |
| 151                       | Richard Carapaz (ECU) (szosa)    | 51.                       |
| 152                       | Esteban Chaves (COL) (szosa)     | 11.                       |
| 153                       | Rigoberto Urán (COL)             | 10.                       |
| 154                       | Jefferson Alexander Cepeda (ECU) | 25.                       |
| 155                       | Jonathan Caicedo (ECU)           | DNF-7                     |
| 156                       | Simon Carr (GBR)                 | 78.                       |
| 157                       | Andrey Amador (CRC)              | 103.                      |

| Team DSM DSM | Team DSM DSM          | Team DSM DSM |
| ------------ | --------------------- | ------------ |
| Nr           | Kolarz                | Miejsce      |
| 161          | Romain Bardet (FRA)   | DNF-7        |
| 162          | Oscar Onley (GBR)     | 39.          |
| 163          | Chris Hamilton (AUS)  | DNS-2        |
| 164          | Marco Brenner (GER)   | DNF-6        |
| 165          | Lorenzo Milesi (ITA)  | 124.         |
| 166          | Martijn Tusveld (NED) | 85.          |
| 167          | Romain Combaud (FRA)  | 107.         |

| Astana Qazaqstan Team AST | Astana Qazaqstan Team AST | Astana Qazaqstan Team AST |
| ------------------------- | ------------------------- | ------------------------- |
| Nr                        | Kolarz                    | Miejsce                   |
| 171                       | David de la Cruz (ESP)    | 68.                       |
| 172                       | Simone Velasco (ITA)      | 67.                       |
| 173                       | Wadim Pronski (KAZ)       | 127.                      |
| 174                       | Harold Tejada (COL)       | DNS-7                     |
| 175                       | Fabio Felline (ITA)       | 119.                      |
| 176                       | Gianni Moscon (ITA)       | DNF-7                     |
| 177                       | Joe Dombrowski (USA)      | 96.                       |

| Lotto Dstny LTD | Lotto Dstny LTD           | Lotto Dstny LTD |
| --------------- | ------------------------- | --------------- |
| Nr              | Kolarz                    | Miejsce         |
| 181             | Milan Menten (BEL)        | 129.            |
| 182             | Andreas Kron (DEN)        | 71.             |
| 183             | Maxim Van Gils (BEL)      | 54.             |
| 184             | Lennert Van Eetvelt (BEL) | 15.             |
| 185             | Sylvain Moniquet (BEL)    | 76.             |
| 186             | Eduardo Sepúlveda (ARG)   | DNS-2           |
| 187             | Rüdiger Selig (GER)       | DNF-6           |

| Israel-Premier Tech IPT | Israel-Premier Tech IPT  | Israel-Premier Tech IPT |
| ----------------------- | ------------------------ | ----------------------- |
| Nr                      | Kolarz                   | Miejsce                 |
| 191                     | Dylan Teuns (BEL)        | 32.                     |
| 192                     | Corbin Strong (NZL)      | 94.                     |
| 193                     | Michael Woods (CAN)      | 6.                      |
| 194                     | Guillaume Boivin (CAN)   | DNF-7                   |
| 195                     | Daryl Impey (RSA)        | 120.                    |
| 196                     | Stephen Williams (GBR)   | 100.                    |
| 197                     | Matthew Riccitello (USA) | 53.                     |

| Uno-X Pro Cycling Team UXT | Uno-X Pro Cycling Team UXT       | Uno-X Pro Cycling Team UXT |
| -------------------------- | -------------------------------- | -------------------------- |
| Nr                         | Kolarz                           | Miejsce                    |
| 201                        | Tobias Halland Johannessen (NOR) | 86.                        |
| 202                        | Torstein Træen (NOR)             | 57.                        |
| 203                        | Jonas Gregaard (DEN)             | 59.                        |
| 204                        | Niklas Eg (DEN)                  | 91.                        |
| 205                        | Anders Halland Johannessen (NOR) | DNS-5                      |
| 206                        | Jacob Hindsgaul Madsen (DEN)     | 112.                       |
| 207                        | Magnus Kulset (NOR)              | 79.                        |

| Caja Rural-Seguros RGA CJR | Caja Rural-Seguros RGA CJR     | Caja Rural-Seguros RGA CJR |
| -------------------------- | ------------------------------ | -------------------------- |
| Nr                         | Kolarz                         | Miejsce                    |
| 211                        | Jefferson Alveiro Cepeda (ECU) | DNF-7                      |
| 212                        | Joel Nicolau (ESP)             | 115.                       |
| 213                        | Abel Balderstone (ESP)         | 73.                        |
| 214                        | David González López (ESP)     | DNF-7                      |
| 215                        | Julen Amezqueta (ESP)          | 105.                       |
| 216                        | Mulu Hailemichael (ETH)        | DNF-6                      |
| 217                        | Eduard Prades (ESP)            | DNF-7                      |

| Equipo Kern Pharma EKP | Equipo Kern Pharma EKP   | Equipo Kern Pharma EKP |
| ---------------------- | ------------------------ | ---------------------- |
| Nr                     | Kolarz                   | Miejsce                |
| 221                    | Roger Adrià (ESP)        | 44.                    |
| 222                    | Raúl García Pierna (ESP) | 65.                    |
| 223                    | Francisco Galván (ESP)   | 114.                   |
| 224                    | José Félix Parra (ESP)   | 102.                   |
| 225                    | Pablo Castrillo (ESP)    | 116.                   |
| 226                    | Héctor Carretero (ESP)   | DNF-7                  |
| 227                    | Pau Miquel (ESP)         | 108.                   |

| Burgos-BH BBH | Burgos-BH BBH              | Burgos-BH BBH |
| ------------- | -------------------------- | ------------- |
| Nr            | Kolarz                     | Miejsce       |
| 231           | Pelayo Sánchez (ESP)       | DNF-2         |
| 232           | Victor Langellotti (MON)   | 74.           |
| 233           | Daniel Navarro (ESP)       | 62.           |
| 234           | José Manuel Díaz (ESP)     | 18.           |
| 235           | Eric Fagundez (URU)        | 97.           |
| 236           | Jetse Bol (NED)            | 106.          |
| 237           | Andrés Camilo Ardila (COL) | DNF-7         |

| Euskaltel-Euskadi EUS | Euskaltel-Euskadi EUS | Euskaltel-Euskadi EUS |
| --------------------- | --------------------- | --------------------- |
| Nr                    | Kolarz                | Miejsce               |
| 241                   | Mikel Bizkarra (ESP)  | 24.                   |
| 242                   | Xabier Azparren (ESP) | 122.                  |
| 243                   | Txomin Juaristi (ESP) | 113.                  |
| 244                   | Unai Cuadrado (ESP)   | 101.                  |
| 245                   | Luis Ángel Maté (ESP) | 38.                   |
| 246                   | Ibai Azurmendi (ESP)  | 52.                   |
| 247                   | Mikel Iturria (ESP)   | 92.                   |

Legenda: DNF – nie ukończył etapu, OTL – przekroczył limit czasu, DNS – nie wystartował do etapu, DSQ – zdyskwalifikowany. Numer przy skrócie oznacza etap, na którym kolarz opuścił wyścig.

## Wyniki etapów

### Etap 1
| Sant Feliu de Guíxols - Sant Feliu de Guíxols | płaski | (164,6 km) |

| \| Klasyfikacja etapu \| Klasyfikacja etapu \| Klasyfikacja etapu \| Klasyfikacja etapu \| Klasyfikacja etapu \| \| Kolarz \| Kolarz \| Państwo \| Drużyna \| Czas \| \| ------------------ \| ------------------ \| ------------------ \| ------------------ \| ------------------ \| \| 1. \| Primož Roglič \| Słowenia \| Jumbo-Visma \| 3h 48' 17" \| \| 2. \| Remco Evenepoel \| Belgia \| Soudal Quick-Step \| + 0" \| \| 3. \| Ide Schelling \| Holandia \| Bora-Hansgrohe \| + 0" \| \| 4. \| Maxim Van Gils \| Belgia \| Lotto Dstny \| + 0" \| \| 5. \| Giulio Ciccone \| Włochy \| Trek-Segafredo \| + 0" \| \| 6. \| Ethan Hayter \| Wielka Brytania \| Ineos Grenadiers \| + 0" \| \| 7. \| Dorian Godon \| Francja \| AG2R Citroën Team \| + 0" \| \| 8. \| Ilan Van Wilder \| Belgia \| Soudal Quick-Step \| + 0" \| \| 9. \| Milan Menten \| Belgia \| Lotto Dstny \| + 0" \| \| 10. \| Bryan Coquard \| Francja \| Cofidis \| + 0" \| |                 |                 |                   |            |
| |                 |                 |                   |            |
| Źródło: ProCyclingStats |                 |                 |                   |            |
| Klasyfikacja etapu |                 |                 |                   |            |
| Kolarz | Kolarz          | Państwo         | Drużyna           | Czas       |
| 1. | Primož Roglič   | Słowenia        | Jumbo-Visma       | 3h 48' 17" |
| 2. | Remco Evenepoel | Belgia          | Soudal Quick-Step | + 0"       |
| 3. | Ide Schelling   | Holandia        | Bora-Hansgrohe    | + 0"       |
| 4. | Maxim Van Gils  | Belgia          | Lotto Dstny       | + 0"       |
| 5. | Giulio Ciccone  | Włochy          | Trek-Segafredo    | + 0"       |
| 6. | Ethan Hayter    | Wielka Brytania | Ineos Grenadiers  | + 0"       |
| 7. | Dorian Godon    | Francja         | AG2R Citroën Team | + 0"       |
| 8. | Ilan Van Wilder | Belgia          | Soudal Quick-Step | + 0"       |
| 9. | Milan Menten    | Belgia          | Lotto Dstny       | + 0"       |
| 10. | Bryan Coquard   | Francja         | Cofidis           | + 0"       |

| \| Klasyfikacja generalna \| Klasyfikacja generalna \| Klasyfikacja generalna \| Klasyfikacja generalna \| Klasyfikacja generalna \| \| Kolarz \| Kolarz \| Państwo \| Drużyna \| Czas \| \| ---------------------- \| ---------------------- \| ---------------------- \| ---------------------- \| ---------------------- \| \| 1. \| Primož Roglič \| Słowenia \| Jumbo-Visma \| 3h 48' 07" \| \| 2. \| Remco Evenepoel \| Belgia \| Soudal Quick-Step \| + 4" \| \| 3. \| Ide Schelling \| Holandia \| Bora-Hansgrohe \| + 6" \| \| 4. \| Maxim Van Gils \| Belgia \| Lotto Dstny \| + 10" \| \| 5. \| Giulio Ciccone \| Włochy \| Trek-Segafredo \| + 10" \| \| 6. \| Ethan Hayter \| Wielka Brytania \| Ineos Grenadiers \| + 10" \| \| 7. \| Dorian Godon \| Francja \| AG2R Citroën Team \| + 10" \| \| 8. \| Ilan Van Wilder \| Belgia \| Soudal Quick-Step \| + 10" \| \| 9. \| Milan Menten \| Belgia \| Lotto Dstny \| + 10" \| \| 10. \| Bryan Coquard \| Francja \| Cofidis \| + 10" \| |                 |                 |                   |            |
| |                 |                 |                   |            |
| Źródło: ProCyclingStats |                 |                 |                   |            |
| Klasyfikacja generalna |                 |                 |                   |            |
| Kolarz | Kolarz          | Państwo         | Drużyna           | Czas       |
| 1. | Primož Roglič   | Słowenia        | Jumbo-Visma       | 3h 48' 07" |
| 2. | Remco Evenepoel | Belgia          | Soudal Quick-Step | + 4"       |
| 3. | Ide Schelling   | Holandia        | Bora-Hansgrohe    | + 6"       |
| 4. | Maxim Van Gils  | Belgia          | Lotto Dstny       | + 10"      |
| 5. | Giulio Ciccone  | Włochy          | Trek-Segafredo    | + 10"      |
| 6. | Ethan Hayter    | Wielka Brytania | Ineos Grenadiers  | + 10"      |
| 7. | Dorian Godon    | Francja         | AG2R Citroën Team | + 10"      |
| 8. | Ilan Van Wilder | Belgia          | Soudal Quick-Step | + 10"      |
| 9. | Milan Menten    | Belgia          | Lotto Dstny       | + 10"      |
| 10. | Bryan Coquard   | Francja         | Cofidis           | + 10"      |

### Etap 2
| Mataró - Vallter 2000 | górski | (165,4 km) |

| \| Klasyfikacja etapu \| Klasyfikacja etapu \| Klasyfikacja etapu \| Klasyfikacja etapu \| Klasyfikacja etapu \| \| Kolarz \| Kolarz \| Państwo \| Drużyna \| Czas \| \| ------------------ \| ------------------ \| ------------------ \| --------------------- \| ------------------ \| \| 1. \| Giulio Ciccone \| Włochy \| Trek-Segafredo \| 4h 13' 37" \| \| 2. \| Primož Roglič \| Słowenia \| Jumbo-Visma \| + 0" \| \| 3. \| Remco Evenepoel \| Belgia \| Soudal Quick-Step \| + 0" \| \| 4. \| Mikel Landa \| Hiszpania \| Bahrain Victorious \| + 11" \| \| 5. \| Adam Yates \| Wielka Brytania \| UAE Team Emirates \| + 11" \| \| 6. \| João Almeida \| Portugalia \| UAE Team Emirates \| + 11" \| \| 7. \| Esteban Chaves \| Kolumbia \| EF Education-EasyPost \| + 15" \| \| 8. \| Michael Woods \| Kanada \| Israel-Premier Tech \| + 15" \| \| 9. \| Jai Hindley \| Australia \| Bora-Hansgrohe \| + 15" \| \| 10. \| Cian Uijtdebroeks \| Belgia \| Bora-Hansgrohe \| + 15" \| |                   |                 |                       |            |
| |                   |                 |                       |            |
| Źródło: ProCyclingStats |                   |                 |                       |            |
| Klasyfikacja etapu |                   |                 |                       |            |
| Kolarz | Kolarz            | Państwo         | Drużyna               | Czas       |
| 1. | Giulio Ciccone    | Włochy          | Trek-Segafredo        | 4h 13' 37" |
| 2. | Primož Roglič     | Słowenia        | Jumbo-Visma           | + 0"       |
| 3. | Remco Evenepoel   | Belgia          | Soudal Quick-Step     | + 0"       |
| 4. | Mikel Landa       | Hiszpania       | Bahrain Victorious    | + 11"      |
| 5. | Adam Yates        | Wielka Brytania | UAE Team Emirates     | + 11"      |
| 6. | João Almeida      | Portugalia      | UAE Team Emirates     | + 11"      |
| 7. | Esteban Chaves    | Kolumbia        | EF Education-EasyPost | + 15"      |
| 8. | Michael Woods     | Kanada          | Israel-Premier Tech   | + 15"      |
| 9. | Jai Hindley       | Australia       | Bora-Hansgrohe        | + 15"      |
| 10. | Cian Uijtdebroeks | Belgia          | Bora-Hansgrohe        | + 15"      |

| \| Klasyfikacja generalna \| Klasyfikacja generalna \| Klasyfikacja generalna \| Klasyfikacja generalna \| Klasyfikacja generalna \| \| Kolarz \| Kolarz \| Państwo \| Drużyna \| Czas \| \| ---------------------- \| ---------------------- \| ---------------------- \| ---------------------- \| ---------------------- \| \| 1. \| Primož Roglič \| Słowenia \| Jumbo-Visma \| 8h 01' 38" \| \| 2. \| Remco Evenepoel \| Belgia \| Soudal Quick-Step \| + 6" \| \| 3. \| Giulio Ciccone \| Włochy \| Trek-Segafredo \| + 6" \| \| 4. \| Mikel Landa \| Hiszpania \| Bahrain Victorious \| + 27" \| \| 5. \| João Almeida \| Portugalia \| UAE Team Emirates \| + 27" \| \| 6. \| Michael Woods \| Kanada \| Israel-Premier Tech \| + 31" \| \| 7. \| Jai Hindley \| Australia \| Bora-Hansgrohe \| + 31" \| \| 8. \| Esteban Chaves \| Kolumbia \| EF Education-EasyPost \| + 31" \| \| 9. \| Cian Uijtdebroeks \| Belgia \| Bora-Hansgrohe \| + 41" \| \| 10. \| Marc Soler \| Hiszpania \| UAE Team Emirates \| + 46" \| |                   |            |                       |            |
| |                   |            |                       |            |
| Źródło: ProCyclingStats |                   |            |                       |            |
| Klasyfikacja generalna |                   |            |                       |            |
| Kolarz | Kolarz            | Państwo    | Drużyna               | Czas       |
| 1. | Primož Roglič     | Słowenia   | Jumbo-Visma           | 8h 01' 38" |
| 2. | Remco Evenepoel   | Belgia     | Soudal Quick-Step     | + 6"       |
| 3. | Giulio Ciccone    | Włochy     | Trek-Segafredo        | + 6"       |
| 4. | Mikel Landa       | Hiszpania  | Bahrain Victorious    | + 27"      |
| 5. | João Almeida      | Portugalia | UAE Team Emirates     | + 27"      |
| 6. | Michael Woods     | Kanada     | Israel-Premier Tech   | + 31"      |
| 7. | Jai Hindley       | Australia  | Bora-Hansgrohe        | + 31"      |
| 8. | Esteban Chaves    | Kolumbia   | EF Education-EasyPost | + 31"      |
| 9. | Cian Uijtdebroeks | Belgia     | Bora-Hansgrohe        | + 41"      |
| 10. | Marc Soler        | Hiszpania  | UAE Team Emirates     | + 46"      |

### Etap 3
| Olost - La Molina | górski | (180,6 km) |

| \| Klasyfikacja etapu \| Klasyfikacja etapu \| Klasyfikacja etapu \| Klasyfikacja etapu \| Klasyfikacja etapu \| \| Kolarz \| Kolarz \| Państwo \| Drużyna \| Czas \| \| ------------------ \| ------------------ \| ------------------ \| --------------------- \| ------------------ \| \| 1. \| Remco Evenepoel \| Belgia \| Soudal Quick-Step \| 4h 40' 43" \| \| 2. \| Primož Roglič \| Słowenia \| Jumbo-Visma \| + 2" \| \| 3. \| Giulio Ciccone \| Włochy \| Trek-Segafredo \| + 13" \| \| 4. \| Jai Hindley \| Australia \| Bora-Hansgrohe \| + 13" \| \| 5. \| João Almeida \| Portugalia \| UAE Team Emirates \| + 13" \| \| 6. \| Mikel Landa \| Hiszpania \| Bahrain Victorious \| + 13" \| \| 7. \| Michael Woods \| Kanada \| Israel-Premier Tech \| + 13" \| \| 8. \| Cian Uijtdebroeks \| Belgia \| Bora-Hansgrohe \| + 13" \| \| 9. \| Esteban Chaves \| Kolumbia \| EF Education-EasyPost \| + 13" \| \| 10. \| Romain Bardet \| Francja \| Team DSM \| + 13" \| |                   |            |                       |            |
| |                   |            |                       |            |
| Źródło: ProCyclingStats |                   |            |                       |            |
| Klasyfikacja etapu |                   |            |                       |            |
| Kolarz | Kolarz            | Państwo    | Drużyna               | Czas       |
| 1. | Remco Evenepoel   | Belgia     | Soudal Quick-Step     | 4h 40' 43" |
| 2. | Primož Roglič     | Słowenia   | Jumbo-Visma           | + 2"       |
| 3. | Giulio Ciccone    | Włochy     | Trek-Segafredo        | + 13"      |
| 4. | Jai Hindley       | Australia  | Bora-Hansgrohe        | + 13"      |
| 5. | João Almeida      | Portugalia | UAE Team Emirates     | + 13"      |
| 6. | Mikel Landa       | Hiszpania  | Bahrain Victorious    | + 13"      |
| 7. | Michael Woods     | Kanada     | Israel-Premier Tech   | + 13"      |
| 8. | Cian Uijtdebroeks | Belgia     | Bora-Hansgrohe        | + 13"      |
| 9. | Esteban Chaves    | Kolumbia   | EF Education-EasyPost | + 13"      |
| 10. | Romain Bardet     | Francja    | Team DSM              | + 13"      |

| \| Klasyfikacja generalna \| Klasyfikacja generalna \| Klasyfikacja generalna \| Klasyfikacja generalna \| Klasyfikacja generalna \| \| Kolarz \| Kolarz \| Państwo \| Drużyna \| Czas \| \| ---------------------- \| ---------------------- \| ---------------------- \| ---------------------- \| ---------------------- \| \| 1. \| Primož Roglič \| Słowenia \| Jumbo-Visma \| 38h 10' 22" \| \| 2. \| Remco Evenepoel \| Belgia \| Soudal Quick-Step \| + 0" \| \| 3. \| Giulio Ciccone \| Włochy \| Trek-Segafredo \| + 19" \| \| 4. \| Mikel Landa \| Hiszpania \| Bahrain Victorious \| + 44" \| \| 5. \| João Almeida \| Portugalia \| UAE Team Emirates \| + 44" \| \| 6. \| Jai Hindley \| Australia \| Bora-Hansgrohe \| + 48" \| \| 7. \| Michael Woods \| Kanada \| Israel-Premier Tech \| + 48" \| \| 8. \| Esteban Chaves \| Kolumbia \| EF Education-EasyPost \| + 48" \| \| 9. \| Cian Uijtdebroeks \| Belgia \| Bora-Hansgrohe \| + 58" \| \| 10. \| Marc Soler \| Hiszpania \| UAE Team Emirates \| + 1' 12" \| |                   |            |                       |             |
| |                   |            |                       |             |
| Źródło: ProCyclingStats |                   |            |                       |             |
| Klasyfikacja generalna |                   |            |                       |             |
| Kolarz | Kolarz            | Państwo    | Drużyna               | Czas        |
| 1. | Primož Roglič     | Słowenia   | Jumbo-Visma           | 38h 10' 22" |
| 2. | Remco Evenepoel   | Belgia     | Soudal Quick-Step     | + 0"        |
| 3. | Giulio Ciccone    | Włochy     | Trek-Segafredo        | + 19"       |
| 4. | Mikel Landa       | Hiszpania  | Bahrain Victorious    | + 44"       |
| 5. | João Almeida      | Portugalia | UAE Team Emirates     | + 44"       |
| 6. | Jai Hindley       | Australia  | Bora-Hansgrohe        | + 48"       |
| 7. | Michael Woods     | Kanada     | Israel-Premier Tech   | + 48"       |
| 8. | Esteban Chaves    | Kolumbia   | EF Education-EasyPost | + 48"       |
| 9. | Cian Uijtdebroeks | Belgia     | Bora-Hansgrohe        | + 58"       |
| 10. | Marc Soler        | Hiszpania  | UAE Team Emirates     | + 1' 12"    |

### Etap 4
| Llívia - Sabadell | płaski | (188,2 km) |

| \| Klasyfikacja etapu \| Klasyfikacja etapu \| Klasyfikacja etapu \| Klasyfikacja etapu \| Klasyfikacja etapu \| \| Kolarz \| Kolarz \| Państwo \| Drużyna \| Czas \| \| ------------------ \| ------------------ \| ------------------ \| ------------------------ \| ------------------ \| \| 1. \| Kaden Groves \| Australia \| Alpecin-Deceuninck \| 4h 19' 37" \| \| 2. \| Bryan Coquard \| Francja \| Cofidis \| + 0" \| \| 3. \| Corbin Strong \| Nowa Zelandia \| Israel-Premier Tech \| + 0" \| \| 4. \| Ide Schelling \| Holandia \| Bora-Hansgrohe \| + 0" \| \| 5. \| Clément Venturini \| Francja \| AG2R Citroën Team \| + 0" \| \| 6. \| Frederik Wandahl \| Dania \| Bora-Hansgrohe \| + 0" \| \| 7. \| Jon Aberasturi \| Hiszpania \| Trek-Segafredo \| + 0" \| \| 8. \| Milan Menten \| Belgia \| Lotto Dstny \| + 0" \| \| 9. \| Arne Marit \| Belgia \| Intermarché-Circus-Wanty \| + 0" \| \| 10. \| Simone Velasco \| Włochy \| Astana Qazaqstan Team \| + 0" \| |                   |               |                          |            |
| |                   |               |                          |            |
| Źródło: ProCyclingStats |                   |               |                          |            |
| Klasyfikacja etapu |                   |               |                          |            |
| Kolarz | Kolarz            | Państwo       | Drużyna                  | Czas       |
| 1. | Kaden Groves      | Australia     | Alpecin-Deceuninck       | 4h 19' 37" |
| 2. | Bryan Coquard     | Francja       | Cofidis                  | + 0"       |
| 3. | Corbin Strong     | Nowa Zelandia | Israel-Premier Tech      | + 0"       |
| 4. | Ide Schelling     | Holandia      | Bora-Hansgrohe           | + 0"       |
| 5. | Clément Venturini | Francja       | AG2R Citroën Team        | + 0"       |
| 6. | Frederik Wandahl  | Dania         | Bora-Hansgrohe           | + 0"       |
| 7. | Jon Aberasturi    | Hiszpania     | Trek-Segafredo           | + 0"       |
| 8. | Milan Menten      | Belgia        | Lotto Dstny              | + 0"       |
| 9. | Arne Marit        | Belgia        | Intermarché-Circus-Wanty | + 0"       |
| 10. | Simone Velasco    | Włochy        | Astana Qazaqstan Team    | + 0"       |

| \| Klasyfikacja generalna \| Klasyfikacja generalna \| Klasyfikacja generalna \| Klasyfikacja generalna \| Klasyfikacja generalna \| \| Kolarz \| Kolarz \| Państwo \| Drużyna \| Czas \| \| ---------------------- \| ---------------------- \| ---------------------- \| ---------------------- \| ---------------------- \| \| 1. \| Primož Roglič \| Słowenia \| Jumbo-Visma \| 17h 01' 54" \| \| 2. \| Remco Evenepoel \| Belgia \| Soudal Quick-Step \| + 0" \| \| 3. \| Giulio Ciccone \| Włochy \| Trek-Segafredo \| + 19" \| \| 4. \| Mikel Landa \| Hiszpania \| Bahrain Victorious \| + 44" \| \| 5. \| João Almeida \| Portugalia \| UAE Team Emirates \| + 44" \| \| 6. \| Michael Woods \| Kanada \| Israel-Premier Tech \| + 48" \| \| 7. \| Jai Hindley \| Australia \| Bora-Hansgrohe \| + 48" \| \| 8. \| Esteban Chaves \| Kolumbia \| EF Education-EasyPost \| + 48" \| \| 9. \| Cian Uijtdebroeks \| Belgia \| Bora-Hansgrohe \| + 58" \| \| 10. \| Marc Soler \| Hiszpania \| UAE Team Emirates \| + 1' 12" \| |                   |            |                       |             |
| |                   |            |                       |             |
| Źródło: ProCyclingStats |                   |            |                       |             |
| Klasyfikacja generalna |                   |            |                       |             |
| Kolarz | Kolarz            | Państwo    | Drużyna               | Czas        |
| 1. | Primož Roglič     | Słowenia   | Jumbo-Visma           | 17h 01' 54" |
| 2. | Remco Evenepoel   | Belgia     | Soudal Quick-Step     | + 0"        |
| 3. | Giulio Ciccone    | Włochy     | Trek-Segafredo        | + 19"       |
| 4. | Mikel Landa       | Hiszpania  | Bahrain Victorious    | + 44"       |
| 5. | João Almeida      | Portugalia | UAE Team Emirates     | + 44"       |
| 6. | Michael Woods     | Kanada     | Israel-Premier Tech   | + 48"       |
| 7. | Jai Hindley       | Australia  | Bora-Hansgrohe        | + 48"       |
| 8. | Esteban Chaves    | Kolumbia   | EF Education-EasyPost | + 48"       |
| 9. | Cian Uijtdebroeks | Belgia     | Bora-Hansgrohe        | + 58"       |
| 10. | Marc Soler        | Hiszpania  | UAE Team Emirates     | + 1' 12"    |

### Etap 5
| Tortosa - Terres de l'Ebre | górski | (176,6 km) |

| \| Klasyfikacja etapu \| Klasyfikacja etapu \| Klasyfikacja etapu \| Klasyfikacja etapu \| Klasyfikacja etapu \| \| Kolarz \| Kolarz \| Państwo \| Drużyna \| Czas \| \| ------------------ \| ------------------ \| ------------------ \| --------------------- \| ------------------ \| \| 1. \| Primož Roglič \| Słowenia \| Jumbo-Visma \| 4h 27' 41" \| \| 2. \| Remco Evenepoel \| Belgia \| Soudal Quick-Step \| + 6" \| \| 3. \| João Almeida \| Portugalia \| UAE Team Emirates \| + 12" \| \| 4. \| Marc Soler \| Hiszpania \| UAE Team Emirates \| + 12" \| \| 5. \| Rigoberto Urán \| Kolumbia \| EF Education-EasyPost \| + 44" \| \| 6. \| Lenny Martinez \| Francja \| Groupama-FDJ \| + 47" \| \| 7. \| Mikel Landa \| Hiszpania \| Bahrain Victorious \| + 56" \| \| 8. \| Michael Woods \| Kanada \| Israel-Premier Tech \| + 56" \| \| 9. \| Jai Hindley \| Australia \| Bora-Hansgrohe \| + 1' 04" \| \| 10. \| Cian Uijtdebroeks \| Belgia \| Bora-Hansgrohe \| + 1' 15" \| |                   |            |                       |            |
| |                   |            |                       |            |
| Źródło: ProCyclingStats |                   |            |                       |            |
| Klasyfikacja etapu |                   |            |                       |            |
| Kolarz | Kolarz            | Państwo    | Drużyna               | Czas       |
| 1. | Primož Roglič     | Słowenia   | Jumbo-Visma           | 4h 27' 41" |
| 2. | Remco Evenepoel   | Belgia     | Soudal Quick-Step     | + 6"       |
| 3. | João Almeida      | Portugalia | UAE Team Emirates     | + 12"      |
| 4. | Marc Soler        | Hiszpania  | UAE Team Emirates     | + 12"      |
| 5. | Rigoberto Urán    | Kolumbia   | EF Education-EasyPost | + 44"      |
| 6. | Lenny Martinez    | Francja    | Groupama-FDJ          | + 47"      |
| 7. | Mikel Landa       | Hiszpania  | Bahrain Victorious    | + 56"      |
| 8. | Michael Woods     | Kanada     | Israel-Premier Tech   | + 56"      |
| 9. | Jai Hindley       | Australia  | Bora-Hansgrohe        | + 1' 04"   |
| 10. | Cian Uijtdebroeks | Belgia     | Bora-Hansgrohe        | + 1' 15"   |

| \| Klasyfikacja generalna \| Klasyfikacja generalna \| Klasyfikacja generalna \| Klasyfikacja generalna \| Klasyfikacja generalna \| \| Kolarz \| Kolarz \| Państwo \| Drużyna \| Czas \| \| ---------------------- \| ---------------------- \| ---------------------- \| ---------------------- \| ---------------------- \| \| 1. \| Primož Roglič \| Słowenia \| Jumbo-Visma \| 21h 29' 25" \| \| 2. \| Remco Evenepoel \| Belgia \| Soudal Quick-Step \| + 10" \| \| 3. \| João Almeida \| Portugalia \| UAE Team Emirates \| + 1' 02" \| \| 4. \| Mikel Landa \| Hiszpania \| Bahrain Victorious \| + 1' 50" \| \| 5. \| Marc Soler \| Hiszpania \| UAE Team Emirates \| + 1' 50" \| \| 6. \| Michael Woods \| Kanada \| Israel-Premier Tech \| + 1' 54" \| \| 7. \| Giulio Ciccone \| Włochy \| Trek-Segafredo \| + 1' 57" \| \| 8. \| Jai Hindley \| Australia \| Bora-Hansgrohe \| + 2' 02" \| \| 9. \| Cian Uijtdebroeks \| Belgia \| Bora-Hansgrohe \| + 2' 23" \| \| 10. \| Rigoberto Urán \| Kolumbia \| EF Education-EasyPost \| + 2' 44" \| |                   |            |                       |             |
| |                   |            |                       |             |
| Źródło: ProCyclingStats |                   |            |                       |             |
| Klasyfikacja generalna |                   |            |                       |             |
| Kolarz | Kolarz            | Państwo    | Drużyna               | Czas        |
| 1. | Primož Roglič     | Słowenia   | Jumbo-Visma           | 21h 29' 25" |
| 2. | Remco Evenepoel   | Belgia     | Soudal Quick-Step     | + 10"       |
| 3. | João Almeida      | Portugalia | UAE Team Emirates     | + 1' 02"    |
| 4. | Mikel Landa       | Hiszpania  | Bahrain Victorious    | + 1' 50"    |
| 5. | Marc Soler        | Hiszpania  | UAE Team Emirates     | + 1' 50"    |
| 6. | Michael Woods     | Kanada     | Israel-Premier Tech   | + 1' 54"    |
| 7. | Giulio Ciccone    | Włochy     | Trek-Segafredo        | + 1' 57"    |
| 8. | Jai Hindley       | Australia  | Bora-Hansgrohe        | + 2' 02"    |
| 9. | Cian Uijtdebroeks | Belgia     | Bora-Hansgrohe        | + 2' 23"    |
| 10. | Rigoberto Urán    | Kolumbia   | EF Education-EasyPost | + 2' 44"    |

### Etap 6
| Martorell - Molins de Rei | górzysty | (174,1 km) |

| \| Klasyfikacja etapu \| Klasyfikacja etapu \| Klasyfikacja etapu \| Klasyfikacja etapu \| Klasyfikacja etapu \| \| Kolarz \| Kolarz \| Państwo \| Drużyna \| Czas \| \| ------------------ \| ------------------ \| ------------------ \| ------------------ \| ------------------ \| \| 1. \| Kaden Groves \| Australia \| Alpecin-Deceuninck \| 3h 50' 32" \| \| 2. \| Bryan Coquard \| Francja \| Cofidis \| + 0" \| \| 3. \| Ide Schelling \| Holandia \| Bora-Hansgrohe \| + 0" \| \| 4. \| Maxim Van Gils \| Belgia \| Lotto Dstny \| + 0" \| \| 5. \| Remco Evenepoel \| Belgia \| Soudal Quick-Step \| + 0" \| \| 6. \| Andreas Kron \| Dania \| Lotto Dstny \| + 0" \| \| 7. \| Dorian Godon \| Francja \| AG2R Citroën Team \| + 0" \| \| 8. \| Patrick Konrad \| Austria \| Bora-Hansgrohe \| + 0" \| \| 9. \| Primož Roglič \| Słowenia \| Jumbo-Visma \| + 0" \| \| 10. \| Finn Fisher-Black \| Nowa Zelandia \| UAE Team Emirates \| + 0" \| |                   |               |                    |            |
| |                   |               |                    |            |
| Źródło: ProCyclingStats |                   |               |                    |            |
| Klasyfikacja etapu |                   |               |                    |            |
| Kolarz | Kolarz            | Państwo       | Drużyna            | Czas       |
| 1. | Kaden Groves      | Australia     | Alpecin-Deceuninck | 3h 50' 32" |
| 2. | Bryan Coquard     | Francja       | Cofidis            | + 0"       |
| 3. | Ide Schelling     | Holandia      | Bora-Hansgrohe     | + 0"       |
| 4. | Maxim Van Gils    | Belgia        | Lotto Dstny        | + 0"       |
| 5. | Remco Evenepoel   | Belgia        | Soudal Quick-Step  | + 0"       |
| 6. | Andreas Kron      | Dania         | Lotto Dstny        | + 0"       |
| 7. | Dorian Godon      | Francja       | AG2R Citroën Team  | + 0"       |
| 8. | Patrick Konrad    | Austria       | Bora-Hansgrohe     | + 0"       |
| 9. | Primož Roglič     | Słowenia      | Jumbo-Visma        | + 0"       |
| 10. | Finn Fisher-Black | Nowa Zelandia | UAE Team Emirates  | + 0"       |

| \| Klasyfikacja generalna \| Klasyfikacja generalna \| Klasyfikacja generalna \| Klasyfikacja generalna \| Klasyfikacja generalna \| \| Kolarz \| Kolarz \| Państwo \| Drużyna \| Czas \| \| ---------------------- \| ---------------------- \| ---------------------- \| ---------------------- \| ---------------------- \| \| 1. \| Primož Roglič \| Słowenia \| Jumbo-Visma \| 25h 19' 52" \| \| 2. \| Remco Evenepoel \| Belgia \| Soudal Quick-Step \| + 10" \| \| 3. \| João Almeida \| Portugalia \| UAE Team Emirates \| + 1' 07" \| \| 4. \| Marc Soler \| Hiszpania \| UAE Team Emirates \| + 1' 54" \| \| 5. \| Mikel Landa \| Hiszpania \| Bahrain Victorious \| + 1' 55" \| \| 6. \| Michael Woods \| Kanada \| Israel-Premier Tech \| + 1' 59" \| \| 7. \| Giulio Ciccone \| Włochy \| Trek-Segafredo \| + 2' 02" \| \| 8. \| Jai Hindley \| Australia \| Bora-Hansgrohe \| + 2' 07" \| \| 9. \| Cian Uijtdebroeks \| Belgia \| Bora-Hansgrohe \| + 2' 28" \| \| 10. \| Rigoberto Urán \| Kolumbia \| EF Education-EasyPost \| + 2' 49" \| |                   |            |                       |             |
| |                   |            |                       |             |
| Źródło: ProCyclingStats |                   |            |                       |             |
| Klasyfikacja generalna |                   |            |                       |             |
| Kolarz | Kolarz            | Państwo    | Drużyna               | Czas        |
| 1. | Primož Roglič     | Słowenia   | Jumbo-Visma           | 25h 19' 52" |
| 2. | Remco Evenepoel   | Belgia     | Soudal Quick-Step     | + 10"       |
| 3. | João Almeida      | Portugalia | UAE Team Emirates     | + 1' 07"    |
| 4. | Marc Soler        | Hiszpania  | UAE Team Emirates     | + 1' 54"    |
| 5. | Mikel Landa       | Hiszpania  | Bahrain Victorious    | + 1' 55"    |
| 6. | Michael Woods     | Kanada     | Israel-Premier Tech   | + 1' 59"    |
| 7. | Giulio Ciccone    | Włochy     | Trek-Segafredo        | + 2' 02"    |
| 8. | Jai Hindley       | Australia  | Bora-Hansgrohe        | + 2' 07"    |
| 9. | Cian Uijtdebroeks | Belgia     | Bora-Hansgrohe        | + 2' 28"    |
| 10. | Rigoberto Urán    | Kolumbia   | EF Education-EasyPost | + 2' 49"    |

### Etap 7
| Barcelona - Barcelona | górzysty | (135,8 km) |

| \| Klasyfikacja etapu \| Klasyfikacja etapu \| Klasyfikacja etapu \| Klasyfikacja etapu \| Klasyfikacja etapu \| \| Kolarz \| Kolarz \| Państwo \| Drużyna \| Czas \| \| ------------------ \| ------------------ \| ------------------ \| --------------------- \| ------------------ \| \| 1. \| Remco Evenepoel \| Belgia \| Soudal Quick-Step \| 2h 59' 24" \| \| 2. \| Primož Roglič \| Słowenia \| Jumbo-Visma \| + 0" \| \| 3. \| Marc Soler \| Hiszpania \| UAE Team Emirates \| + 53" \| \| 4. \| Corbin Strong \| Nowa Zelandia \| Israel-Premier Tech \| + 58" \| \| 5. \| Giulio Ciccone \| Włochy \| Trek-Segafredo \| + 58" \| \| 6. \| Andreas Kron \| Dania \| Lotto Dstny \| + 58" \| \| 7. \| Mikel Landa \| Hiszpania \| Bahrain Victorious \| + 58" \| \| 8. \| David de la Cruz \| Hiszpania \| Astana Qazaqstan Team \| + 58" \| \| 9. \| Koen Bouwman \| Holandia \| Jumbo-Visma \| + 58" \| \| 10. \| Oscar Onley \| Wielka Brytania \| Team DSM \| + 58" \| |                  |                 |                       |            |
| |                  |                 |                       |            |
| Źródło: ProCyclingStats |                  |                 |                       |            |
| Klasyfikacja etapu |                  |                 |                       |            |
| Kolarz | Kolarz           | Państwo         | Drużyna               | Czas       |
| 1. | Remco Evenepoel  | Belgia          | Soudal Quick-Step     | 2h 59' 24" |
| 2. | Primož Roglič    | Słowenia        | Jumbo-Visma           | + 0"       |
| 3. | Marc Soler       | Hiszpania       | UAE Team Emirates     | + 53"      |
| 4. | Corbin Strong    | Nowa Zelandia   | Israel-Premier Tech   | + 58"      |
| 5. | Giulio Ciccone   | Włochy          | Trek-Segafredo        | + 58"      |
| 6. | Andreas Kron     | Dania           | Lotto Dstny           | + 58"      |
| 7. | Mikel Landa      | Hiszpania       | Bahrain Victorious    | + 58"      |
| 8. | David de la Cruz | Hiszpania       | Astana Qazaqstan Team | + 58"      |
| 9. | Koen Bouwman     | Holandia        | Jumbo-Visma           | + 58"      |
| 10. | Oscar Onley      | Wielka Brytania | Team DSM              | + 58"      |

## Klasyfikacje

### Klasyfikacja generalna
| \| Klasyfikacja generalna \| Klasyfikacja generalna \| Klasyfikacja generalna \| Klasyfikacja generalna \| Klasyfikacja generalna \| \| Kolarz \| Kolarz \| Państwo \| Drużyna \| Czas \| \| ---------------------- \| ---------------------- \| ---------------------- \| ---------------------- \| ---------------------- \| \| 1. \| Primož Roglič \| Słowenia \| Jumbo-Visma \| 28h 19' 10" \| \| 2. \| Remco Evenepoel \| Belgia \| Soudal Quick-Step \| + 6" \| \| 3. \| João Almeida \| Portugalia \| UAE Team Emirates \| + 2' 11" \| \| 4. \| Marc Soler \| Hiszpania \| UAE Team Emirates \| + 2' 49" \| \| 5. \| Mikel Landa \| Hiszpania \| Bahrain Victorious \| + 2' 59" \| \| 6. \| Michael Woods \| Kanada \| Israel-Premier Tech \| + 3' 03" \| \| 7. \| Giulio Ciccone \| Włochy \| Trek-Segafredo \| + 3' 06" \| \| 8. \| Jai Hindley \| Australia \| Bora-Hansgrohe \| + 3' 11" \| \| 9. \| Cian Uijtdebroeks \| Belgia \| Bora-Hansgrohe \| + 3' 32" \| \| 10. \| Rigoberto Urán \| Kolumbia \| EF Education-EasyPost \| + 3' 53" \| |                   |            |                       |             |
| |                   |            |                       |             |
| Źródło: ProCyclingStats |                   |            |                       |             |
| Klasyfikacja generalna |                   |            |                       |             |
| Kolarz | Kolarz            | Państwo    | Drużyna               | Czas        |
| 1. | Primož Roglič     | Słowenia   | Jumbo-Visma           | 28h 19' 10" |
| 2. | Remco Evenepoel   | Belgia     | Soudal Quick-Step     | + 6"        |
| 3. | João Almeida      | Portugalia | UAE Team Emirates     | + 2' 11"    |
| 4. | Marc Soler        | Hiszpania  | UAE Team Emirates     | + 2' 49"    |
| 5. | Mikel Landa       | Hiszpania  | Bahrain Victorious    | + 2' 59"    |
| 6. | Michael Woods     | Kanada     | Israel-Premier Tech   | + 3' 03"    |
| 7. | Giulio Ciccone    | Włochy     | Trek-Segafredo        | + 3' 06"    |
| 8. | Jai Hindley       | Australia  | Bora-Hansgrohe        | + 3' 11"    |
| 9. | Cian Uijtdebroeks | Belgia     | Bora-Hansgrohe        | + 3' 32"    |
| 10. | Rigoberto Urán    | Kolumbia   | EF Education-EasyPost | + 3' 53"    |

| Klasyfikacja punktowa | Klasyfikacja punktowa | Klasyfikacja punktowa | Klasyfikacja punktowa    | Klasyfikacja punktowa |
| Kolarz                | Kolarz                | Państwo               | Drużyna                  | Punkty                |
| --------------------- | --------------------- | --------------------- | ------------------------ | --------------------- |
| 1.                    | Primož Roglič         | Słowenia              | Jumbo-Visma              | 43 pkt                |
| 2.                    | Remco Evenepoel       | Belgia                | Soudal Quick-Step        | 41 pkt                |
| 3.                    | Kaden Groves          | Australia             | Alpecin-Deceuninck       | 20 pkt                |
| 4.                    | Giulio Ciccone        | Włochy                | Trek-Segafredo           | 14 pkt                |
| 5.                    | Bryan Coquard         | Francja               | Cofidis                  | 12 pkt                |
| 6.                    | Simone Petilli        | Włochy                | Intermarché-Circus-Wanty | 8 pkt                 |
| 7.                    | Ide Schelling         | Holandia              | Bora-Hansgrohe           | 8 pkt                 |
| 8.                    | Richard Carapaz       | Ekwador               | EF Education-EasyPost    | 6 pkt                 |
| 9.                    | Marc Soler            | Hiszpania             | UAE Team Emirates        | 5 pkt                 |
| 10.                   | Roger Adrià           | Hiszpania             | Equipo Kern Pharma       | 4 pkt                 |

| Klasyfikacja punktowa | Klasyfikacja punktowa | Klasyfikacja punktowa | Klasyfikacja punktowa    | Klasyfikacja punktowa |
| Kolarz                | Kolarz                | Państwo               | Drużyna                  | Punkty                |
| --------------------- | --------------------- | --------------------- | ------------------------ | --------------------- |
| 1.                    | Primož Roglič         | Słowenia              | Jumbo-Visma              | 43 pkt                |
| 2.                    | Remco Evenepoel       | Belgia                | Soudal Quick-Step        | 41 pkt                |
| 3.                    | Kaden Groves          | Australia             | Alpecin-Deceuninck       | 20 pkt                |
| 4.                    | Giulio Ciccone        | Włochy                | Trek-Segafredo           | 14 pkt                |
| 5.                    | Bryan Coquard         | Francja               | Cofidis                  | 12 pkt                |
| 6.                    | Simone Petilli        | Włochy                | Intermarché-Circus-Wanty | 8 pkt                 |
| 7.                    | Ide Schelling         | Holandia              | Bora-Hansgrohe           | 8 pkt                 |
| 8.                    | Richard Carapaz       | Ekwador               | EF Education-EasyPost    | 6 pkt                 |
| 9.                    | Marc Soler            | Hiszpania             | UAE Team Emirates        | 5 pkt                 |
| 10.                   | Roger Adrià           | Hiszpania             | Equipo Kern Pharma       | 4 pkt                 |

| Klasyfikacja górska | Klasyfikacja górska | Klasyfikacja górska | Klasyfikacja górska      | Klasyfikacja górska |
| Kolarz              | Kolarz              | Państwo             | Drużyna                  | Punkty              |
| ------------------- | ------------------- | ------------------- | ------------------------ | ------------------- |
| 1.                  | Remco Evenepoel     | Belgia              | Soudal Quick-Step        | 69 pkt              |
| 2.                  | Primož Roglič       | Słowenia            | Jumbo-Visma              | 68 pkt              |
| 3.                  | Guillaume Martin    | Francja             | Cofidis                  | 61 pkt              |
| 4.                  | Simone Petilli      | Włochy              | Intermarché-Circus-Wanty | 37 pkt              |
| 5.                  | Giulio Ciccone      | Włochy              | Trek-Segafredo           | 32 pkt              |
| 6.                  | João Almeida        | Portugalia          | UAE Team Emirates        | 29 pkt              |
| 7.                  | Marc Soler          | Hiszpania           | UAE Team Emirates        | 27 pkt              |
| 8.                  | Richard Carapaz     | Ekwador             | EF Education-EasyPost    | 22 pkt              |
| 9.                  | Maxim Van Gils      | Belgia              | Lotto Dstny              | 20 pkt              |
| 10.                 | Mikel Landa         | Hiszpania           | Bahrain Victorious       | 16 pkt              |

| Klasyfikacja górska | Klasyfikacja górska | Klasyfikacja górska | Klasyfikacja górska      | Klasyfikacja górska |
| Kolarz              | Kolarz              | Państwo             | Drużyna                  | Punkty              |
| ------------------- | ------------------- | ------------------- | ------------------------ | ------------------- |
| 1.                  | Remco Evenepoel     | Belgia              | Soudal Quick-Step        | 69 pkt              |
| 2.                  | Primož Roglič       | Słowenia            | Jumbo-Visma              | 68 pkt              |
| 3.                  | Guillaume Martin    | Francja             | Cofidis                  | 61 pkt              |
| 4.                  | Simone Petilli      | Włochy              | Intermarché-Circus-Wanty | 37 pkt              |
| 5.                  | Giulio Ciccone      | Włochy              | Trek-Segafredo           | 32 pkt              |
| 6.                  | João Almeida        | Portugalia          | UAE Team Emirates        | 29 pkt              |
| 7.                  | Marc Soler          | Hiszpania           | UAE Team Emirates        | 27 pkt              |
| 8.                  | Richard Carapaz     | Ekwador             | EF Education-EasyPost    | 22 pkt              |
| 9.                  | Maxim Van Gils      | Belgia              | Lotto Dstny              | 20 pkt              |
| 10.                 | Mikel Landa         | Hiszpania           | Bahrain Victorious       | 16 pkt              |

| Klasyfikacja młodzieżowa | Klasyfikacja młodzieżowa | Klasyfikacja młodzieżowa | Klasyfikacja młodzieżowa | Klasyfikacja młodzieżowa |
| Kolarz                   | Kolarz                   | Państwo                  | Drużyna                  | Czas                     |
| ------------------------ | ------------------------ | ------------------------ | ------------------------ | ------------------------ |
| 1.                       | Remco Evenepoel          | Belgia                   | Soudal Quick-Step        | 28h 19' 16"              |
| 2.                       | Cian Uijtdebroeks        | Belgia                   | Bora-Hansgrohe           | + 3' 26"                 |
| 3.                       | Lenny Martinez           | Francja                  | Groupama-FDJ             | + 4' 19"                 |
| 4.                       | Lennert Van Eetvelt      | Belgia                   | Lotto Dstny              | + 6' 21"                 |
| 5.                       | Oscar Onley              | Wielka Brytania          | Team DSM                 | + 25' 45"                |
| 6.                       | Ilan Van Wilder          | Belgia                   | Soudal Quick-Step        | + 29' 19"                |
| 7.                       | Hugo Toumire             | Francja                  | Cofidis                  | + 33' 34"                |
| 8.                       | Matthew Riccitello       | Stany Zjednoczone        | Israel-Premier Tech      | + 37' 03"                |
| 9.                       | Finn Fisher-Black        | Nowa Zelandia            | UAE Team Emirates        | + 39' 52"                |
| 10.                      | Raúl García Pierna       | Hiszpania                | Equipo Kern Pharma       | + 47' 42"                |

| Klasyfikacja młodzieżowa | Klasyfikacja młodzieżowa | Klasyfikacja młodzieżowa | Klasyfikacja młodzieżowa | Klasyfikacja młodzieżowa |
| Kolarz                   | Kolarz                   | Państwo                  | Drużyna                  | Czas                     |
| ------------------------ | ------------------------ | ------------------------ | ------------------------ | ------------------------ |
| 1.                       | Remco Evenepoel          | Belgia                   | Soudal Quick-Step        | 28h 19' 16"              |
| 2.                       | Cian Uijtdebroeks        | Belgia                   | Bora-Hansgrohe           | + 3' 26"                 |
| 3.                       | Lenny Martinez           | Francja                  | Groupama-FDJ             | + 4' 19"                 |
| 4.                       | Lennert Van Eetvelt      | Belgia                   | Lotto Dstny              | + 6' 21"                 |
| 5.                       | Oscar Onley              | Wielka Brytania          | Team DSM                 | + 25' 45"                |
| 6.                       | Ilan Van Wilder          | Belgia                   | Soudal Quick-Step        | + 29' 19"                |
| 7.                       | Hugo Toumire             | Francja                  | Cofidis                  | + 33' 34"                |
| 8.                       | Matthew Riccitello       | Stany Zjednoczone        | Israel-Premier Tech      | + 37' 03"                |
| 9.                       | Finn Fisher-Black        | Nowa Zelandia            | UAE Team Emirates        | + 39' 52"                |
| 10.                      | Raúl García Pierna       | Hiszpania                | Equipo Kern Pharma       | + 47' 42"                |

| Klasyfikacja drużynowa | Klasyfikacja drużynowa | Klasyfikacja drużynowa       | Klasyfikacja drużynowa |
| Drużyna                | Drużyna                | Państwo                      | Czas                   |
| ---------------------- | ---------------------- | ---------------------------- | ---------------------- |
| 1.                     | UAE Team Emirates      | Zjednoczone Emiraty Arabskie | 85h 08' 48"            |
| 2.                     | EF Education-EasyPost  | Stany Zjednoczone            | + 8' 54"               |
| 3.                     | Bora-Hansgrohe         | Niemcy                       | + 9' 45"               |
| 4.                     | Movistar Team          | Hiszpania                    | + 13' 35"              |
| 5.                     | Bahrain Victorious     | Bahrajn                      | + 15' 59"              |
| 6.                     | AG2R Citroën Team      | Francja                      | + 16' 09"              |
| 7.                     | Jumbo-Visma            | Holandia                     | + 17' 30"              |
| 8.                     | Cofidis                | Francja                      | + 32' 43"              |
| 9.                     | Israel-Premier Tech    | Izrael                       | + 33' 04"              |
| 10.                    | Soudal Quick-Step      | Belgia                       | + 40' 36"              |

| Klasyfikacja drużynowa | Klasyfikacja drużynowa | Klasyfikacja drużynowa       | Klasyfikacja drużynowa |
| Drużyna                | Drużyna                | Państwo                      | Czas                   |
| ---------------------- | ---------------------- | ---------------------------- | ---------------------- |
| 1.                     | UAE Team Emirates      | Zjednoczone Emiraty Arabskie | 85h 08' 48"            |
| 2.                     | EF Education-EasyPost  | Stany Zjednoczone            | + 8' 54"               |
| 3.                     | Bora-Hansgrohe         | Niemcy                       | + 9' 45"               |
| 4.                     | Movistar Team          | Hiszpania                    | + 13' 35"              |
| 5.                     | Bahrain Victorious     | Bahrajn                      | + 15' 59"              |
| 6.                     | AG2R Citroën Team      | Francja                      | + 16' 09"              |
| 7.                     | Jumbo-Visma            | Holandia                     | + 17' 30"              |
| 8.                     | Cofidis                | Francja                      | + 32' 43"              |
| 9.                     | Israel-Premier Tech    | Izrael                       | + 33' 04"              |
| 10.                    | Soudal Quick-Step      | Belgia                       | + 40' 36"              |

### Liderzy klasyfikacji
| Etap   |          | Pierwsze miejsce _ | Klasyfikacja generalna | Punktowa      | Górska           | Młodzieżowa     | Drużynowa _       |
| ------ | -------- | ------------------ | ---------------------- | ------------- | ---------------- | --------------- | ----------------- |
| 1      | płaski   | Primož Roglič      | Primož Roglič          | Primož Roglič | Jetse Bol        | Remco Evenepoel | Bora-Hansgrohe    |
| 2      | górski   | Giulio Ciccone     | Primož Roglič          | Primož Roglič | Giulio Ciccone   | Remco Evenepoel | UAE Team Emirates |
| 3      | górski   | Remco Evenepoel    | Primož Roglič          | Primož Roglič | Simone Petilli   | Remco Evenepoel | UAE Team Emirates |
| 4      | płaski   | Kaden Groves       | Primož Roglič          | Primož Roglič | Guillaume Martin | Remco Evenepoel | UAE Team Emirates |
| 5      | górski   | Primož Roglič      | Primož Roglič          | Primož Roglič | Primož Roglič    | Remco Evenepoel | UAE Team Emirates |
| 6      | górzysty | Kaden Groves       | Primož Roglič          | Primož Roglič | Primož Roglič    | Remco Evenepoel | UAE Team Emirates |
| 7      | górzysty | Remco Evenepoel    | Primož Roglič          | Primož Roglič | Remco Evenepoel  | Remco Evenepoel | UAE Team Emirates |
| Koniec | Koniec   |                    | Primož Roglič          | Primož Roglič | Remco Evenepoel  | Remco Evenepoel | UAE Team Emirates |